# Emili Darder

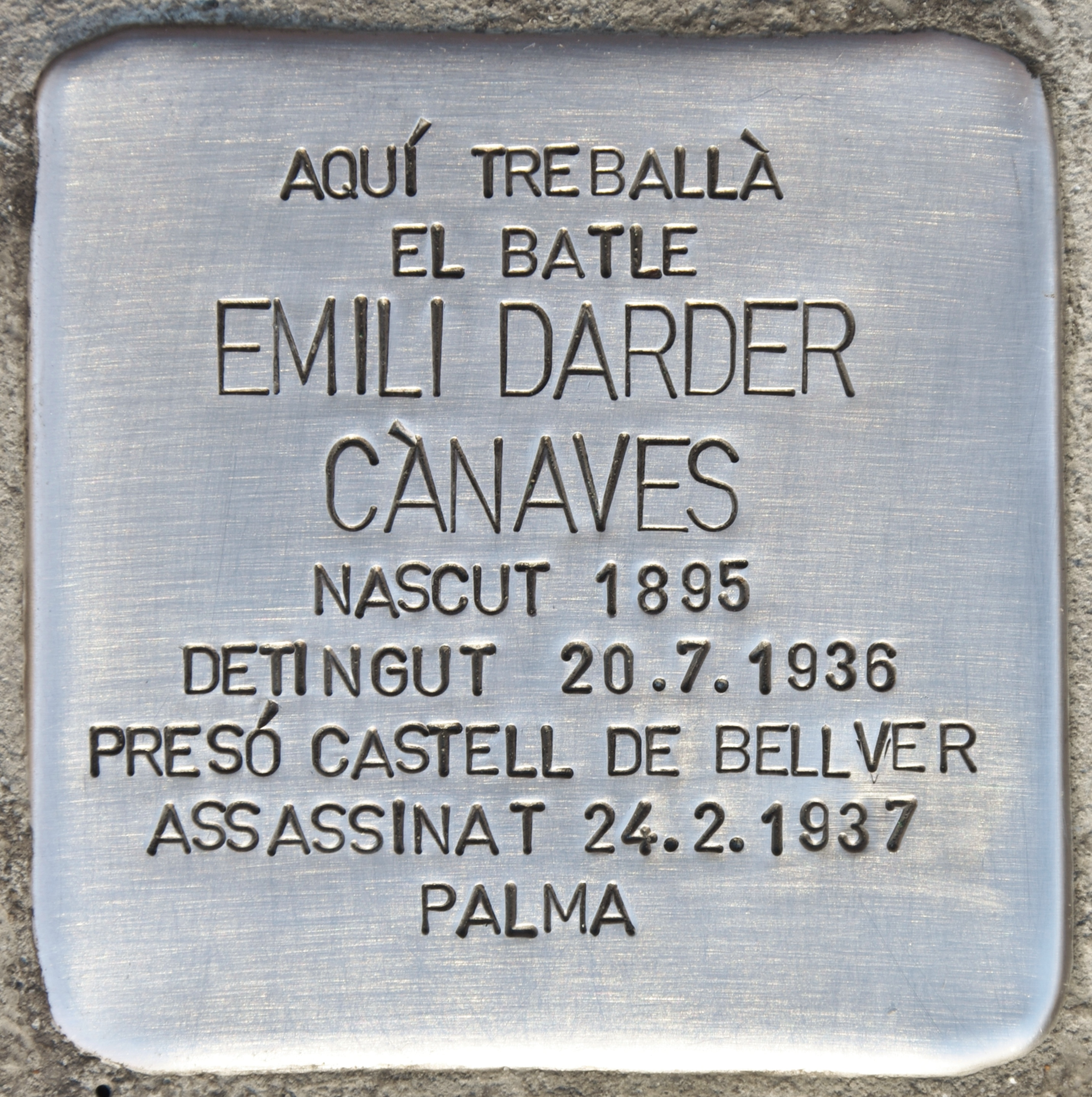
Remembrance Stone

Emilio Darder Canaves (Palma de Mallorca, 20 de junio de 1895 - Palma de Mallorca 24 de febrero de 1937), fue un médico, intelectual y político español que desarrolló su labor en Baleares como último alcalde republicano de Palma. Fue fusilado el 24 de febrero de 1937 por las tropas sublevadas durante la guerra civil. Médico de profesión, progresista, mallorquinista y católico, fue uno de los intelectuales mallorquines más comprometidos en la modernización y recuperación de la isla.
Una fundación cultural ligada al PSM, uno de los premios 31 de diciembre de la Obra Cultural Balear y un premio de la sección de Izquierda Unida de Palma de Mallorca, un instituto de educación secundaria en Palma y una calle la misma ciudad llevan su nombre. En el 2011 se creó un recorrido histórico para recordar su memoria.

## Carrera
Hijo también de un médico, realizó sus estudios en la Universidad de Barcelona y la de Valencia, obteniendo la licenciatura con veinte años. Se doctoró en la Universidad Central de Madrid, en la especialidad de análisis clínicos. Regresó a Baleares, al Instituto de Higiene, desde donde, como jefe de epidemiología desde 1927, realizó una amplia labor de difusión de medidas preventivas y divulgativas por toda la isla, en especial de las enfermedades causadas por el consumo de agua contaminada. Como conferenciante, promovió la creación de comedores escolares y guarderías para que las mujeres pudieran acceder al trabajo. Escribió artículos de carácter político y cultural en diversas publicaciones, como en La Nostra Terra y el Calendari Mallorquí y de carácter médico en la Revista Balear de Medicina.

### En cultura
Emilio Darder nunca pudo separar la cultura de su actuación personal, según él: «No hi ha més que un medi per fer ciutadans, que és la cultura. Resulta que la tasca bàsica és fer cultura, cultura i cultura» (No hay más que un medio para hacer ciudadanos, que es la cultura. Resulta que la tarea básica es hacer cultura, cultura y cultura) (acto inaugural de Joventut Escolar, 1931). Durante toda su vida fue una persona comprometida con toda organización que supusiera un impulso cultural para Mallorca. Así que participó en: 
- La Asociación Protectora de la Enseñanza Catalana
- El Rotary Club
- La Sociedad Arqueológica Luliana
- El Congreso de la Asociación de Médicos de Lengua Catalana, como vicepresidente
- El Fomento del Turismo de Mallorca, como vocal y tesorero
- El Círculo Mallorquín, como bibliotecario
- L’Orfeó Mallorquí, como vocal
- La Sociedad Mallorquina Protectora de Animales y Plantas, como vocal

Su tarea como fundador de la Asociación por la Cultura de Mallorca, de la cual fue presidente entre 1925 y 1931, merece una mención especial. En esta asociación creó una sección para los jóvenes llamada Joventut Escolar, desde la cual priorizó el fomento del uso del mallorquín y el conocimiento de la cultura mallorquina.

### En educación
Emilio Darder sentía un amor entrañable por los niños, la educación de los cuales se convirtió en una inquietud que lo acompañaría toda su vida. Se preocupó de su bienestar físico y puso en marcha las revisiones médicas y las campañas de vacunación en las escuelas, espacios que, cuando él intervino, fueron remodelados y dotados de mejor ventilación e iluminación.
Una de las medidas más progresistas que impulsó Emilio Darder fue la creación de comedores escolares y de guarderías para los hijos de las mujeres trabajadoras.
Convencido de la importancia de la formación integral de los niños, emprendió, junto con el inspector de primera enseñanza Joan Capó, una reforma para que el dibujo, la música y la gimnasia se incorporaran como disciplinas en las escuelas públicas, y llevó a cabo el programa de colonias escolares, que hacía posible que los niños de la isla disfrutaran de las vacaciones de verano en un medio natural y saludable. Él mismo visitaba, sin aviso previo, las instalaciones de estas colonias.
En 1931, cuando ocupó la Regiduría de Cultura, inició un proyecto ambicioso de construcciones escolares que, en parte, se hizo realidad durante el periodo republicano. Fundó, entre otros, los centros de Son Espanyolet, del Coll de Rabasa, de Alexandre Rosselló y de Jaume I. Durante los seis años que duró la II República se inauguraron más escuelas  en Palma de Mallorca que en los primeros veinte años de la dictadura franquista.

### En medicina
Entró en la universidad sin tener la edad reglamentaria y se doctoró en Medicina y Cirugía en Valencia el año 1915, y en Análisis Clínicos en Madrid el año 1924. Emilo Darder destacó rápidamente como médico. Fue elegido miembro de las academias de Medicina y Cirugía de Palma de Mallorca, en el 1926, y de Barcelona, en el 1933, y vocal de la Asociación de Congresos de Médicos de Habla Catalana. En 1927 se le nombró jefe de la sección de Epidemiología del Instituto Provincial de Higiene de las Baleares. A él se le debe la instalación del primer laboratorio de análisis clínicos verdaderamente científico de Mallorca  

#### Sanidad
Una de las prioridades de Emilio Darder fue mejorar la calidad de vida de los ciudadanos de Palma de Mallorca. Con este objetivo, diseñó un gran plan sanitario los ejes fundamentales del cual fueron:
- La creación de dispensarios municipales para atender a la población. Inauguró el dispensario central del ayuntamiento, que disponía, entre otros, de los servicios de rayos X, de maternología y de infancia. Este sistema lo extendió por diversos barrios de Palma de Mallorca.
- La divulgación entre la gente del campo de los conocimientos de higiene indispensables. Se preocupó especialmente de la prevención de la fiebre tifoidea, la tuberculosis y las enfermedades venéreas.
- La realización del proyecto de canalización y de abastecimiento de agua potable para la ciudad. En aquella época muchas de las enfermedades que el doctor Darder quería combatir, eran originadas por las aguas contaminadas.

### Político (1923-1933)
Sus inquietudes las llevó a la política. Fundó el Grupo de Acción Republicana de Mallorca, en el 1932 , que sería luego el embrión de Esquerra Republicana Balear (rama balear de Izquierda Republicana), siendo elegido, primero concejal en 1931, por el Partido Republicano Federal de Mallorca. Presidió las comisiones de sanidad y de educación, de las cuales surgieron el Proyecto General de Construcciones Escolares y el Plan de Reorganización de los Servicios Sanitarios Municipales. También participó en la Comisión Redactora del anteproyecto de Estatuto de Autonomía para las Islas Baleares (1931). En el 1934, con la constitución del partido Esquerra Republicana Balear, se hace constar que el presidente honorario es Manuel Cirer y que hay un Comité Ejecutivo del cual es secretario Eduardo Gómez Ibáñez y el presidente es Vicente Tejada. Emilio Darder tiene el cargo de tesorero.

### Alcalde (1933-1936)
En diciembre de 1933, fue elegido alcalde de Palma de Mallorca. Desde este cargo impulsó la dotación de agua y alcantarillado para toda la ciudad, la construcción de guarderías y de grupos escolares, como los de Son Espanyolet, el Coll de Rabasa y el de la avenida Alexandre Rosselló, inaugurado en abril de 1934. Continuó la reforma de los servicios sanitarios del Ayuntamiento y abrió nuevas secciones de la Casa del Socorro. También se preocupó por el correcto funcionamiento de los mercados y para dar trabajo a los trabajadores parados. Fue suspendido en sus funciones en 1934, a raíz de la Revolución de Octubre, pero le fue devuelto el cargo en febrero de 1936, con el triunfo del Frente Popular. En junio de 1936, firmó la Respuesta al Mensaje de los Catalanes.
Con el golpe de Estado que dio lugar a la Guerra Civil, los sublevados capturaron a Darder en su casa el 20 de julio y lo encerraron en el Castillo de Bellver. Fue juzgado en Consejo de guerra, condenado a muerte, aunque el fiscal solo había pedido 20 años de prisión, y fusilado en el cementerio de la ciudad junto a Alexandre Jaume i Rosselló, Antoni Mateu Ferrer y Antoni Maria Ques Ventayol, a pesar de encontrarse gravemente enfermo, lo que obligó a que se le acomodase sobre una piedra para la ejecución.

### Su muerte
El 18 de julio de 1936, Emilio Darder ya estaba gravemente enfermo. La certificación de su enfermedad, una angina de pecho, hecha por dos médicos, por su hermano y por Josep Sureda i Blanes, no sirvió de nada cuando al día siguiente, a las cuatro de la tarde, los militares fueron a su casa a buscarlo. Lo llevaron al hospital, y después de unos días de convalecencia, lo encarcelaron en el Castell de Bellver.
El día 16 de febrero de 1937, lo sometieron a Consejo de Guerra, junto con Alexandre Jaume, Antoni M. Ques y Antoni Mateu. Lo acusaron de contrabando de armas, de rebelión militar, de ser un sectario, un antirreligioso y un separatista. El fiscal pidió para él la pena de veinte años de prisión y una elevada sanción económica. Aunque las monjas del Temple declararon a favor suyo, fue condenado a muerte.
En la acusación del consejo de guerra se decía lo siguiente:

Fue un elemento perturbador que azuzaba a los obreros contra los patronos. Pertenecía a Izquierda Republicana... Elevó un telegrama de protesta a Madrid con motivo del atentado contra Jiménez de Asúa y en cambio no lo hizo cuando se asesinó al Sr. Calvo Sotelo... Se le atribuye intervención en el movimiento soviético que se preparaba en Mallorca.

El 24 de febrero de 1937, en el cementerio de Palma, se vivió uno de los hechos más ignominioso de la historia de Palma de Mallorca: el fusilamiento de Emilio Darder Canaves sentado en una piedra, ya que no se podía mantener derecho a causa de su estado de salud. Tenía 41 años. La noche anterior le habían expropiado la casa, el laboratorio, los muebles y su biblioteca. Después le confiscaron todos sus bienes.
Georges Bernanos, en Los grandes cementerios bajo la luna, dice que en su última noche las enfermeras le mantuvieron el corazón, «que se estaba debilitando rápidamente», a base de inyecciones. «Lo llevaron directamente del hospital al lugar del sacrificio». Fue ejecutado junto con el diputado socialista Alexandre Jaume y el alcalde de Inca, Antoni Mateu Ferrer. Momentos antes Darder había pedido «los auxilios de la Religión». El padre Anastasi que lo atendió le tuvo que dar la comunión en una cuchara de agua.
El jesuita José Marzo, comentó así la muerte de Dauder dos años después:

No creo que se le condenara solamente por eso [por pertenecer al partido "azañista"]. Algo más grave tenía en su deber para con la Patria. Y se le fusiló, no con violencia y botellazos y atropellos, existentes solamente en la mente de Bernanos, sino con todos los lenitivos posibles y atenciones, las que la España Nacional tiene para los condenados a la última pena, de las que yo he sido testigo al auxiliar en sus últimos momentos a esos desgraciados.

## Vida privada
En 1917, en Deyá, donde veraneaba, conoció a Miguela Rovira Sellarés, hermana del médico de Sóller, Mariano Rovira. Se casaron el 24 de junio de 1920 y tuvieron una hija llamada Emillia Darder Rovira.